# Åsa Rydgren
Åsa Maria Rydgren, född 1 maj 1963, är en svensk journalist, länge verksam inom Bonnier Tidskrifter.

## Biografi
Rydgren utsågs 1997 till chefredaktör för Vecko-Revyn. Hon har också varit redaktionschef på Damernas Värld. Hon var därefter chef för specialtidningar på Ameliaförlaget. I april 2003 utsågs hon till chefredaktör för Allt om Mat. Som en följd av detta blev hon även chefredaktör för Laga Lätt när denna tidning startades 2005.
Hösten 2006 utsågs hon till förlagschef för Bonnier Nova, som ersatte Bonniers utvecklingsförlag Bonzoo och gav ut titlar som Laga Lätt, Topphälsa, Allt om Fritidshus och Vecko-Revyn. Nova uppgick hösten 2009 i Bonnier Tidskrifter och Rydgren blev ansvarig för förlagets tidningar och resor, hälsa och familj, nämligen Topphälsa, Allt om Resor, Vi Föräldrar, ViFö Specialtidningar, Mama, Family Living och Kamratposten. Från mars 2010 till hösten 2011 var hon även tillförordnad chefredaktör för Vi Föräldrar. Hon hade fortsatt publicistiskt ansvar inom Bonnier Tidskrifter fram till utgången av 2018.
Efter en tids arbete på konsultbasis utsågs Rydgren till VD för Utgivarna, med tillträde den 15 augusti 2023. I januari 2025 blev hon projektansvarig för Utgivarna.[källa behövs]
Åsa Rydgren har givit ut boken "Det ordnar sig – 12 saker jag önskar att jag hade vetat när jag var 25" (2024), samt två ljudboksnoveller, "Olivträdet" och "Kemiska reaktioner", samtliga Ekström & Gerey förlag.